# Alabama Studentegeselskap
De P.U.K. Alabama Studentegeselskap is een voormalige Zuid-Afrikaanse revuemuziekgroep verbonden aan de Potchefstroomse Universiteit voor Christelijk Hoger Onderwijs (PUK) en later de Noordwest-Universiteit. Het gezelschap bestond tussen 1943 en 2008.

## Geschiedenis
De groep ontstond doordat er halverwege de Tweede Wereldoorlog op de campus van de PUK grote onvrede over de economische situatie was. Om de ontevredenheid tegen te gaan, hielpen een aantal sportleraren een orkest op de been te brengen. Tot 1951 stond de groep bekend als P.U.K. Alabama Boere-orkes. Alabama maakte covers van bekende Zuid-Afrikaanse artiesten, zoals Blouberg se Strand van Laurika Rauch. Een doorbraak voor Alabama kwam pas in 1969, toen een van de muziekplaten van Alabama op de radio verscheen. Niet veel later begon de staatsomroep SAUK met het uitzenden van muziekprogramma's. Alabama heeft minstens 26 uitvoeringen op SAUK gehad.
In 2023 organiseerde de groep een reünie op de PUK.

## Discografie

### Albums
- 1968 - Revue '68, RPM
- 1969 - Revue '69, RPM
- 1970 - Revue '70, RPM
- 1971 - Revue '71, RPM
- 1972 - Revue '72, RPM
- 1973 - Die Beste van/The Best Of Alabama, RPM
- 1973 - Die Liefde Is So Mooi, Revue '73, RPM
- 1974 - Revue '74, EMI Brigadiers
- 1975 - Revue '75, EMI Brigadiers
- 1976 - Revue '76, EMI Brigadiers
- 1978 - Revue '78, EMI Brigadiers
- 1979 - Suid-Afrika Sing Saam, Music For Pleasure
- 1980 - Sê Dit Met 'n Lied, Music For Pleasure
- 1981 - Revue '81, Music For Pleasure
- 1983 - Dekades En Kaskenades, Alabama
- 1984 - Vroulikheid Op Note, Alabama
- 1985 - 'n Dag Vol Deuntjies, Alabama
- 1986 - 1986, Alabama
- 1987 - Encore!, Alabama
- 1988 - Singit!, Alabama
- 1989 - Pitkos, Alabama

- MusicBrainz: 8f5474d6-a1c1-463c-bdec-35382b6caf93